# Монако на Универсиадах
Монако принимает участие в Универсиадах начиная с летней Универсиады 2009 года в Белграде. На зимних Универсиадах спортивная делегация Монако участвует начиная с Универсиады 2001 года в Закопане.
На настоящее время спортсмены Монако на всех Универсиадах завоевали в сумме 1 медаль, из них 1 золотую, медаль была завоёвана на зимней Универсиаде.

## Медальный зачёт
По состоянию на настоящий момент (после летней Универсиады 2021 и зимней Универсиады 2023).

### Медали на зимних Универсиадах
| Универсиады      | Золото               | Серебро              | Бронза               | Всего                | Место                |
| ---------------- | -------------------- | -------------------- | -------------------- | -------------------- | -------------------- |
| 2001 Закопане    | 0                    | 0                    | 0                    | 0                    | —                    |
| 2003—2009        | не участвовали       | не участвовали       | не участвовали       | не участвовали       | не участвовали       |
| 2011 Эрзурум     | 0                    | 0                    | 0                    | 0                    | —                    |
| 2013 Трентино    | 1                    | 0                    | 0                    | 1                    | 23                   |
| 2015—2019        | не участвовали       | не участвовали       | не участвовали       | не участвовали       | не участвовали       |
| 2021             | Универсиада отменена | Универсиада отменена | Универсиада отменена | Универсиада отменена | Универсиада отменена |
| 2023 Лейк-Плэсид | не участвовали       | не участвовали       | не участвовали       | не участвовали       | не участвовали       |
| Всего            | 1                    | 0                    | 0                    | 1                    |                      |